# Konotop
Konotop (in ucraino Конотоп?, [kon̪oˈt̪ɔp]) è una città ucraina di 83 543 abitanti nel distretto di Konotop, nell'oblast' di Sumy. Ospita l'amministrazione del distretto di Konotop e della comunità territoriale di Konotop, una delle comunità territoriali dell'Ucraina.
Fino al 18 luglio 2020 Konotop costituiva una città di rilevanza regionale e non apparteneva ad alcun distretto, anche se era il centro amministrativo del distretto di Konotop. Come parte della riforma amministrativa dell'Ucraina la città fu integrata nel distretto di Konotop.